# Contea di Divide
La contea di Divide, in inglese Divide County, è una contea dello Stato del Dakota del Nord, negli Stati Uniti. La popolazione al censimento del 2000 era di 2 283 abitanti. Il capoluogo di contea è Crosby.

## Geografia
La contea si trova nell'angolo nord-ovest dello Stato, al confine con il Montana e il Canada.
Il territorio è prevalentemente collinare. La contea è attraversata dallo spartiacque continentale delle Americhe.

### Contee confinanti
- Municipalità Rurale di Souris Valley (Saskatchewan, Canada) - nord
- Municipalità Rurale di Cambria (Saskatchewan, Canada) - nord
- Municipalità Rurale di Estevan (Saskatchewan, Canada) - nord-est
- Contea di Burke - est
- Contea di Williams - sud
- Contea di Sheridan (Montana) - ovest
- Municipalità Rurale di Lake Alma (Saskatchewan, Canada) - nord-ovest

## Storia
La contea fu creata nel 1910, con la divisione della contea di Williams.

## Comuni

### Cities
- Ambrose
- Crosby (capoluogo)
- Fortuna
- Noonan